# Schwarzula coccidophila
Schwarzula coccidophila är en biart som beskrevs av Camargo och José Gomes Pedro 2002. Schwarzula coccidophila ingår i släktet Schwarzula och familjen långtungebin. Inga underarter finns listade i Catalogue of Life.